# Újszandec
Nowy Sącz ['nɔvɨ 'sɔnʧ] (régi magyar nevén Újszandec, németül Neu Sandez [nɔø'zandɛʦ], jiddisül צאנז / Tsanz [ʦanz]) város Lengyelország délkeleti részén, a Kis-lengyelországi vajdaságban, a szlovák határ közelében. Az egykori Galícia tartomány meghatározó települése volt.

## Fekvése

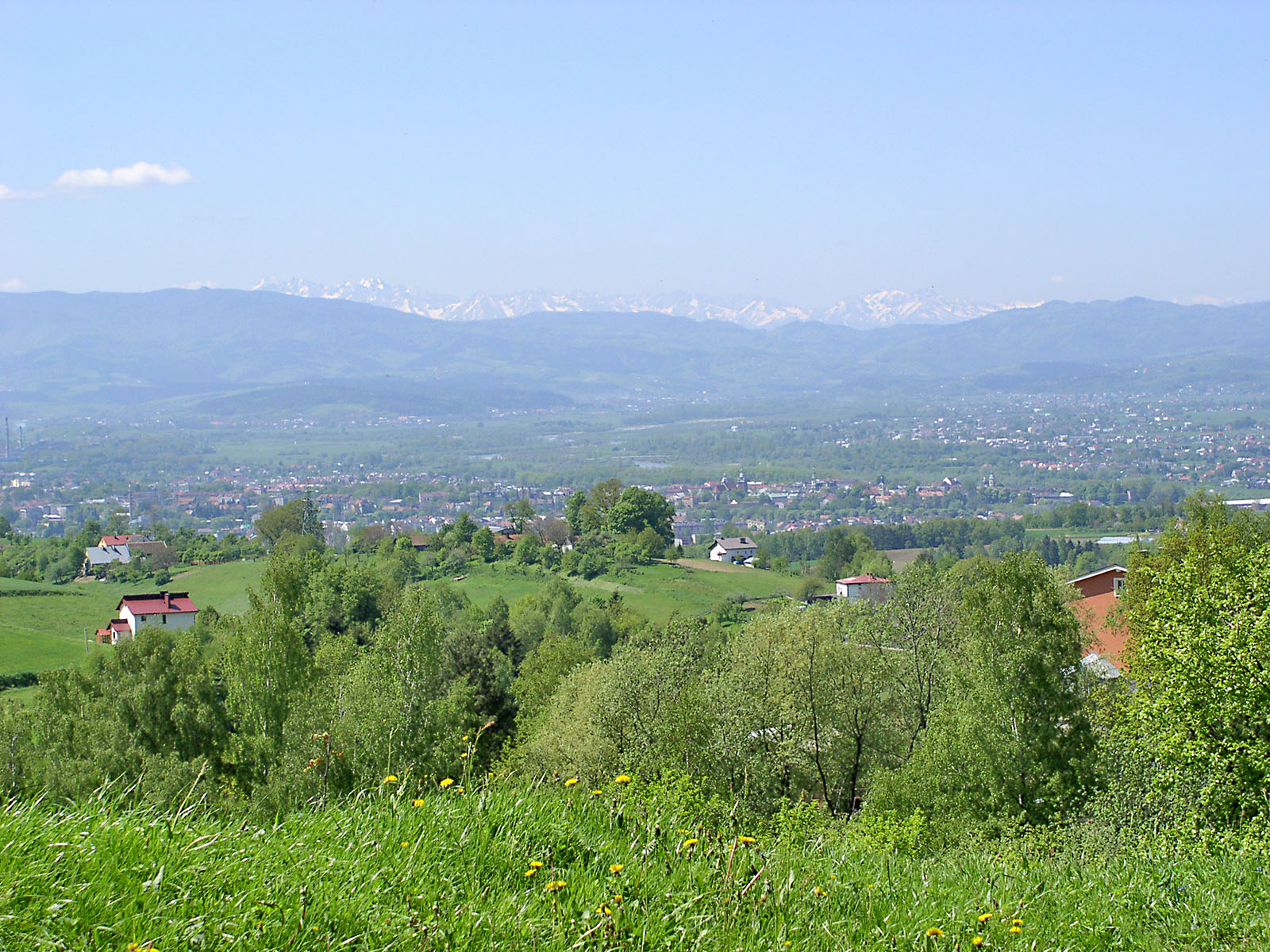
A város panorámája észak felől

Az Északnyugati-Kárpátok egyik északkeleti völgyében, a Dunajec és a Poprád folyók találkozásánál fekszik.

## Története
A település elődje a krakkói püspök birtokában volt egészen a 13. századig. 1292-ben ugyanis a település megkapta ugyanazon magdeburgi városjogokat, mint amit Krakkó élvezett ekkor.
A 14. században Nagy Kázmér erődítményt építtetett a város körül. Hamar Krakkó kereskedelmi riválisává vált a város, amely a magyarországi és az oroszországi kereskedelmi utak találkozásánál feküdt. A 15. századtól festőiskola is működött a városban, amely hamar Lengyelország egyik fontos kulturális központja lett.
A 17. századtól a város azonban folyamatos hanyatlásnak indult, majd a svéd háborúk során II. Rákóczi György és a svédek is többször pusztították a várost. 1772-ben az ausztriai Galícia tartomány része lett, ahol egy jelentéktelen kisvárosként létezett egészen az 1870-es évekig, a vasútépítések korszakáig. Ekkor kisebb iparosítás jellemezte a várost, ám komolyabb szerepkörre már nem tett szert.
1918-ban a helyi lemkók megalapították saját államukat, amelyhez a várost csatolták. Később a város Lengyelországhoz került és újabb urbanizációs folyamat indult be, majd a náci megszállás alatt a lengyel ellenállás egyik legfontosabb központjává vált. Itt működött a Lengyelországot Magyarországgal összekötő futárszolgálat is.
A második világháború után már komolyabb fellendülés nem volt tapasztalható a város életében, Lengyelország egy nem túl jelentős városává vált. 1975 és 1998 között vajdasági székhely, 1999-től a Kis-lengyelországi vajdaság része.

## Városrészek

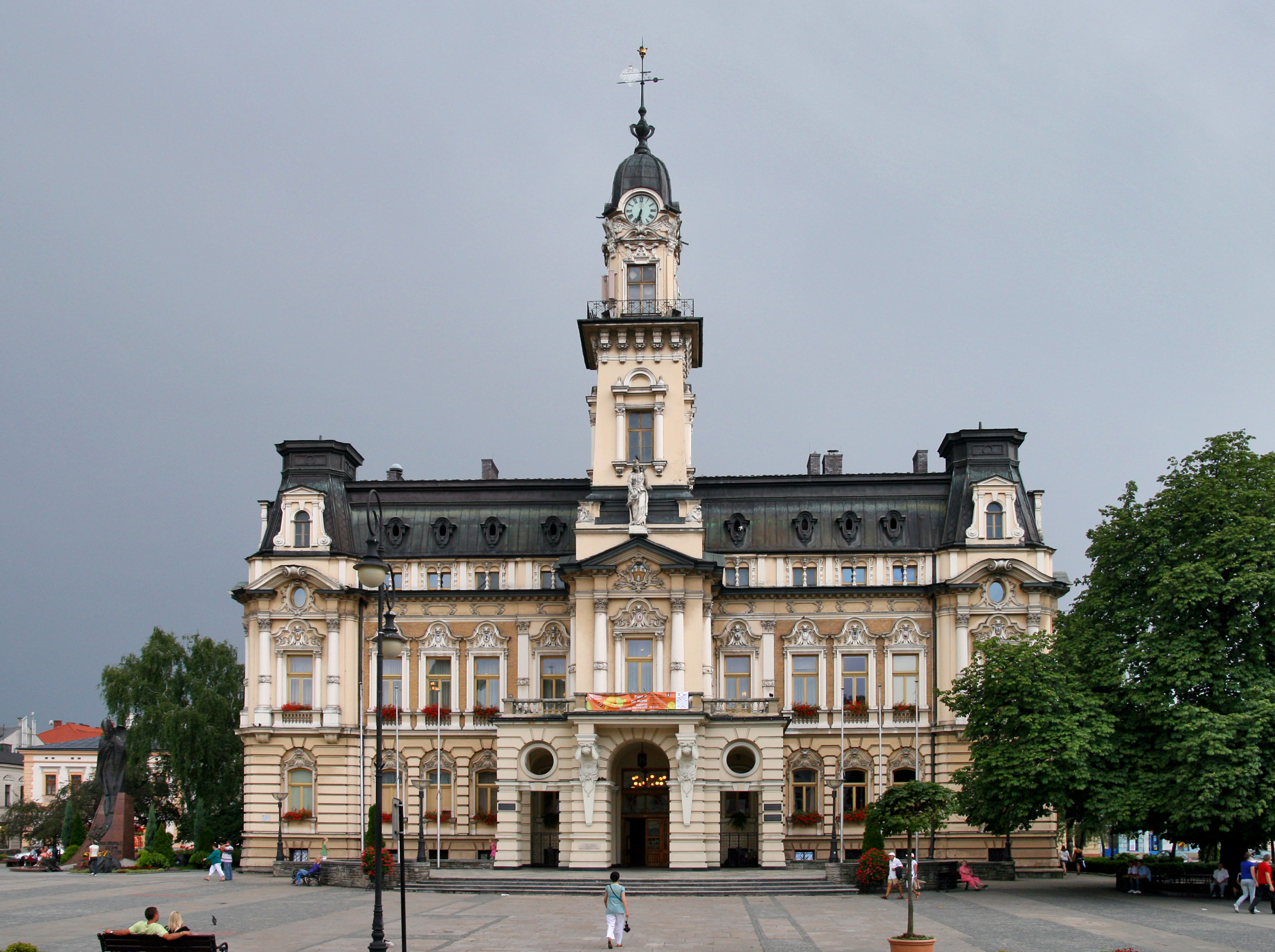
Városháza

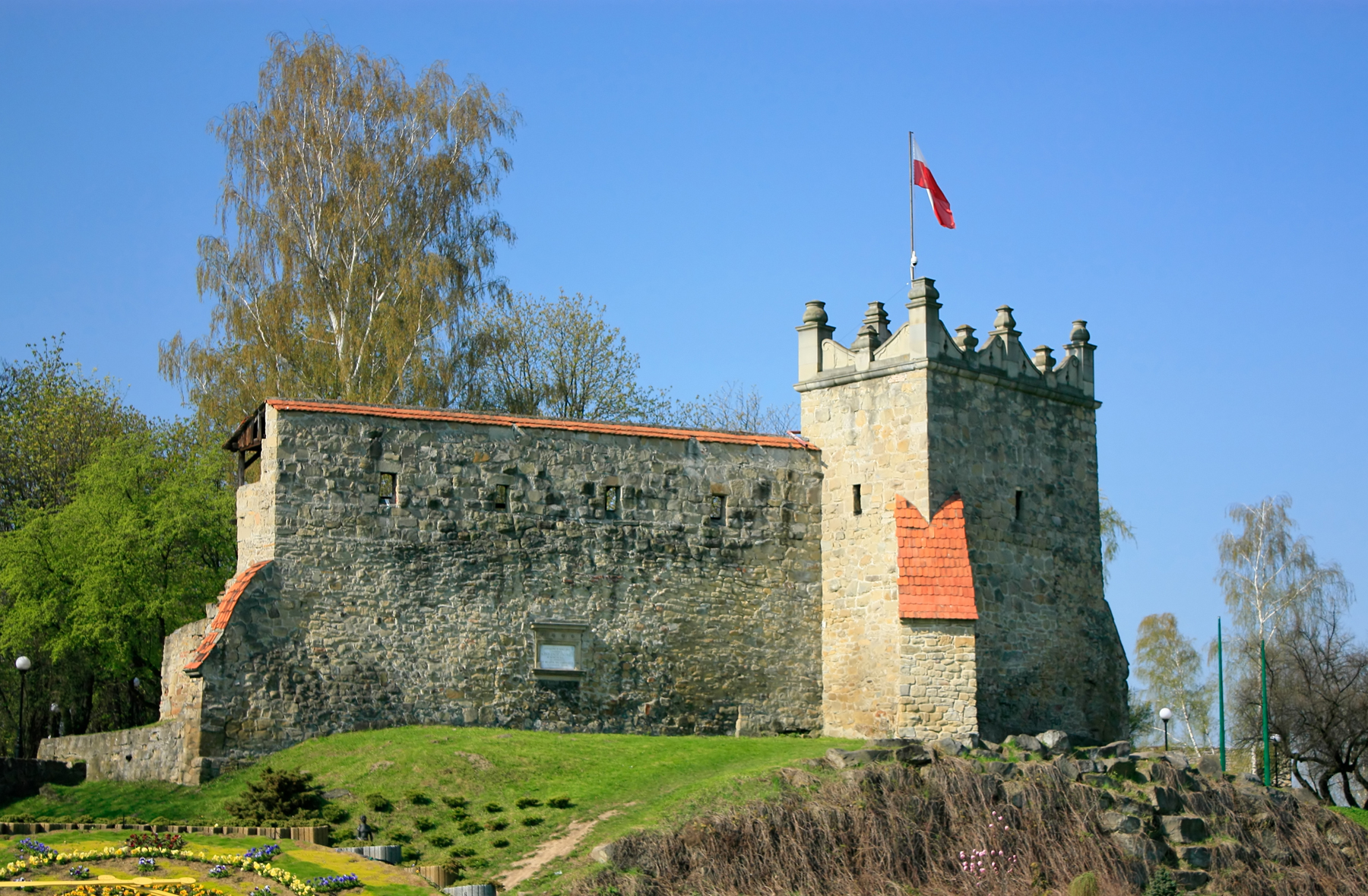
A királyi vár romjai

| Bar. Biegonice Cent. Chruślice Dąbrówka Falkowa Helena Gołąbkowice Gorzków Kaduk Kilińsk. Kochanowskiego Mill. Nawojowska Piątkowa Poręba Mała Przetakówka Przy. St.M. Szuj. Wes. Wojska P. Wólki Zabełcze Zawada | - Barskie - Biegonice (Laufendorf) - Centrum - Chruślice - Dąbrówka (Eichholz) - Falkowa (Falkenau) - Gołąbkowice - Gorzków (Bitterfeld) - Helena (Hundsdorf) - Kaduk - Kilińskiego - Kochanowskiego - Millenium | - Nawojowska - Piątkowa (Sonnenschein) - Poręba Mała (Kleinhau) - Przetakówka - Przydworcowe - Stare Miasto (Altstadt) - Szujskiego - Westerplatte - Wojska Polskiego - Wólki (Burgweide) - Zabełcze - Zawada (Hinterbach) |

## Közlekedés

### Vasút
A település vasúti csomópont, itt keresztezi egymást a kelet–nyugati irányba futó Chabówka–Jasło–Sanok–Sztrij és az észak–déli Palocsa–Nowy Sącz–Tarnów vonal, amely Kis-Lengyelország Szlovákiával és Magyarországgal való vasúti összeköttetésének egyik fontos útvonala.

### Közút
A város több főútvonal találkozásánal van. Kelet–nyugat irányban a 28-as főútvonal szeli át összeköttetést biztosítva a kárpátaljai vajdasági Przemyśllel, illetve Sziléziával. Az észak–déli 75-ös út Krynica és Brzesko elérését teszi lehetővé. Az Újszandecről induló 87-es út pedig a Szlovákia felé menő közúti forgalmat szolgálja.
A város helyközi autóbusz közlekedését a fejlett hálózattal rendelkező PKS Nowy Sącz végzi. Járatai a környék településeivel és a fontosabb lengyel városokkal kötik össze a települést.

## Testvérvárosok

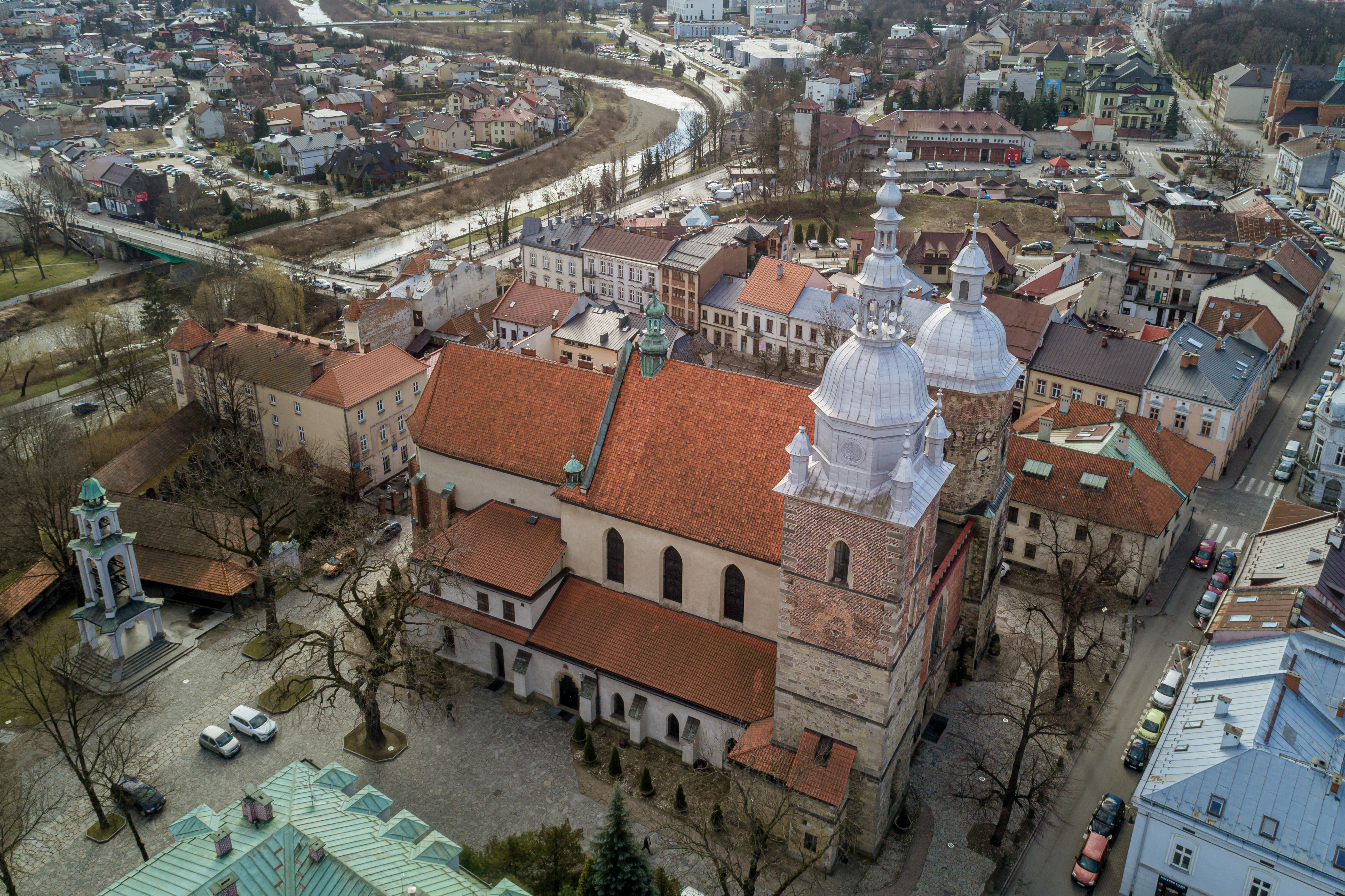
A Szent Margit-templom

- Columbia megye, Egyesült Államok
- Gabrovo, Bulgária
- Kiskunhalas, Magyarország
- Molise, Olaszország
- Narvik, Norvégia
- Netánja, Izrael
- Eperjes, Szlovákia
- Ólubló, Szlovákia
- Schwerte, Németország
- Sztrij, Ukrajna
- Tarnów, Lengyelország
- Troki, Litvánia